# Provincia de Telemark
Telemark es una provincia (fylke) de Noruega, fronteriza con las provincias de Vestfold, Buskerud, Hordaland, Rogaland y Aust-Agder. Tiene una superficie de 15 299 km² y una población de 171 953 habitantes según el censo de 2015. Su capital es Skien. Hasta 1919, el condado fue conocido como Bratsberg amt.

## Localidades
- Åmot
- Bjervamoen
- Bø
- Botten
- Dalen
- Folkestad
- Fyresdal
- Gvarv
- Herre
- Hjukse
- Kil
- Kragerø
- Krossen
- Kviteseid
- Langangen
- Miland
- Neslandsvatn
- Nordagutu
- Notodden
- Øverbø
- Porsgrunn/Skien
- Preststranda
- Rjukan
- Sandøya
- Seljord
- Siljan
- Sneltvedt
- Snurråsen
- Tinn Austbygd
- Tveitsund
- Ulefoss
- Vadfoss/Helle
- Yli

## Municipios
Telemark se compone de 18 municipios:
1. Bamble
2. Bø
3. Drangedal
4. Fyresdal
5. Hjartdal
6. Kragerø
7. Kviteseid
8. Nissedal
9. Nome
10. Notodden
11. Porsgrunn
12. Sauherad
13. Seljord
14. Siljan
15. Skien
16. Tinn
17. Tokke
18. Vinje